# Oberer Giglachsee
Oberer Giglachsee är en sjö i Österrike.   Den ligger i förbundslandet Steiermark, i den centrala delen av landet, 230 km sydväst om huvudstaden Wien. Oberer Giglachsee ligger 1 922 meter över havet.
Trakten runt Oberer Giglachsee består i huvudsak av gräsmarker. Runt Oberer Giglachsee är det glesbefolkat, med 20 invånare per kvadratkilometer.